# Szara Garifovna Szadikova
Szara Garifovna Szadikova, Sara Ğärif qızı Sadíqova, tatárul: Сара Гариф кызы Садыйкова, oroszul: Сара Гарифовна Садыкова (Kazany, 1906. november 1. – Kazany, 1986. június 7.) tatár színésznő, énekesnő (szoprán), zeneszerző.

## Életútja
1906. november 1-jén született Kazanyban, az Orosz Birodalomban. Egy híres lányiskolában végzett, majd a tanítóképzőben folytatta tanulmányait.
1921-ben egy jótékonysági előadáson szerepelt, ahol látta Szultan Gabjasi tatár zeneszerző, főiskolai tanár és a Moszkvai Konzervatóriumba küldte, ahol 1922 és 1928 között tanult.  1930 és 1934 között a Tatár Akadémiai Színház társulatában, 1934 és 1938 között a Moszkvai Konzervatóriumon belüli Tatár Operastúdióban dolgozott. 1938 és 1948 között a Musa Cälil Tatár Opera- és Balettszínház szólistája volt. Operákban és zenés vígjátékokban szerepelt.
Számos zenés vígjáték, a Mäxäbbät cırı (A szerelem dala) (1971), valamint a Kiäwlär (Sógorok) (1972) társszerzője, R. Ğöbäydullinnal. 1942-ben kezdett dalokat komponálni. Kedvenc stílusa a tangó és a foxtrott volt. Több mint 400 dalt szerzett, valamint 30 színdarab zenéjét komponálta.
1986. június 7-én halt meg Kazanyban, és a tatár temetőben temették el.

## Díjai, elismerései
- A Tatár ASZSZK tiszteletbeli művésze (1939)
- A Tatár ASZSZK népművésze (1977)
- Az Oroszországi SZSZSZK tiszteletbeli művésze (1984)
- Gabdulla Tukaj-díj, a Tatár ASZSZK Állami Díja (1990, posztumusz)

## Fordítás
- Ez a szócikk részben vagy egészben  a(z)   Садыкова, Сара Гарифовна című orosz Wikipédia-szócikk ezen változatának fordításán alapul.  Az eredeti cikk szerkesztőit annak laptörténete sorolja fel. Ez a jelzés csupán a megfogalmazás eredetét és a szerzői jogokat jelzi, nem szolgál a cikkben szereplő információk forrásmegjelöléseként.
- Ez a szócikk részben vagy egészben  a   Sara Sadíqova című angol Wikipédia-szócikk ezen változatának fordításán alapul.  Az eredeti cikk szerkesztőit annak laptörténete sorolja fel. Ez a jelzés csupán a megfogalmazás eredetét és a szerzői jogokat jelzi, nem szolgál a cikkben szereplő információk forrásmegjelöléseként.